# Hugo Hodiener
Hugo Hodiener (auch Hodina; * 23. März 1886 in Mährisch Trübau, Österreich-Ungarn; † 1945 in Klais) war ein österreichischer Landschaftsmaler.

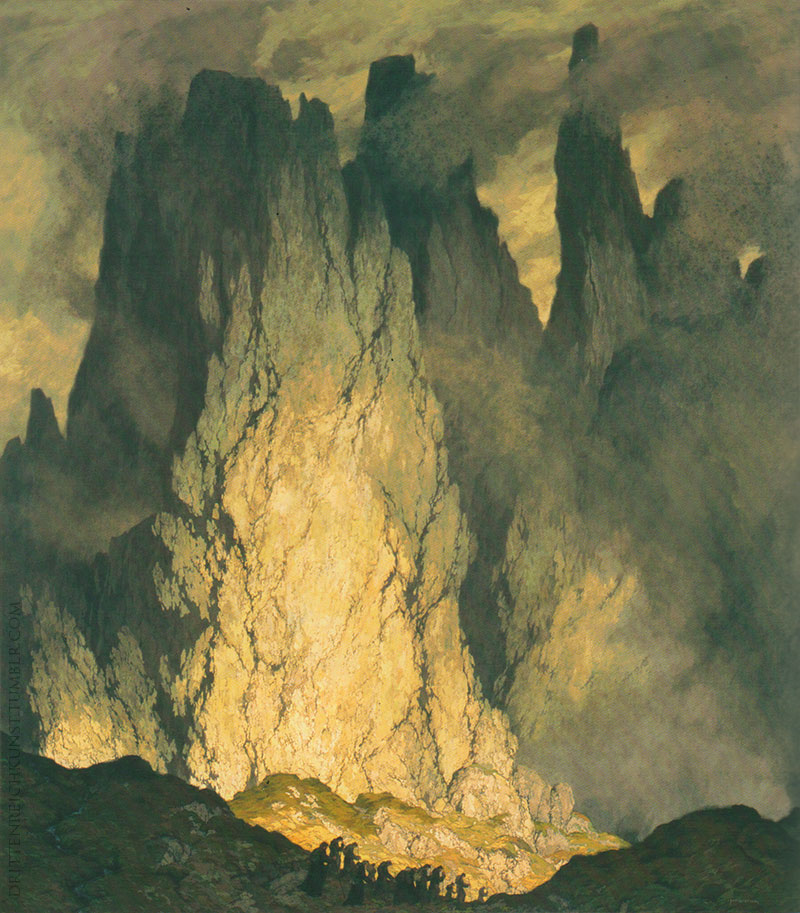
Der Pilgerzug aus Tannhäuser

## Leben
Hodiener begann sein Studium an der Akademie der bildenden Künste in Wien und ging dann nach München, wo er es an der dortigen Akademie unter Ludwig von Löfftz und Martin von Feuerstein abschloss. Ab 1908 unternahm er Studienreisen über das Oberinntal und Pitztal nach Italien. Während des Kriegseinsatzes im Ersten Weltkrieg wurde er verwundet und versah ab dem 20. Juni 1918 als Kriegsmaler Dienst in der Kunstgruppe des k.u.k. Kriegspressequartiers. Während seiner Arbeit an der Front geriet er in russische Kriegsgefangenschaft, aus der er über Schweden und Dänemark in die Heimat zurückkehrte. Im Stand des Kriegspressequartiers war er bis 5. November 1918 geführt. Seine Vorliebe galt der Darstellung von Hochgebirgslandschaften. Unmittelbar nach dem Krieg, 1919, war er mit dem Aquarell Erlöst und dem Gemälde Der tote Kamerad vertreten. Danach war er weiterhin in Wien tätig, ehe er am 30. Oktober 1935 nach München abgemeldet wurde.
Hodiener war mit mehreren Werken auf den "Großen Deutschen Kunstausstellungen" im Haus der Deutschen Kunst vertreten. Dort stellte er u. a. das Gemälde "Der Pilgerzug aus Tannhäuser" aus, das Adolf Hitler für 5500 RM ankaufte. Seine Werke waren auch zu sehen in Ausstellungen der NS-Kulturgemeinde, so in der Schau "Der Wald" (Berlin, 1936) und in "Heroische Kunst" (München, 1936).

## Werke (Auswahl)
- Der tote Kamerad, 1916, Öl auf Leinwand, Heeresgeschichtliches Museum, Wien